# Anna Chromý

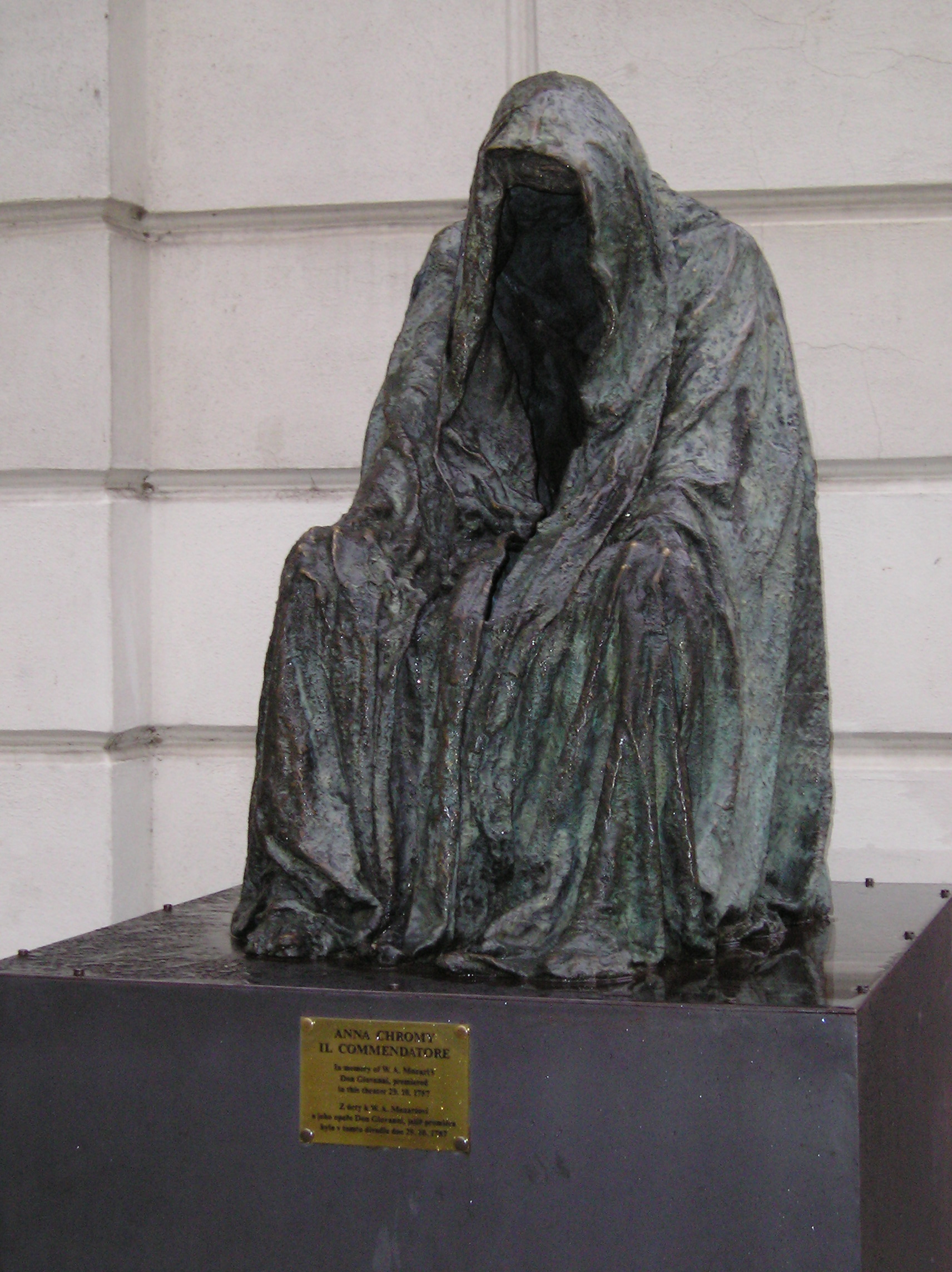

Anna Chromy (Český Krumlov, 18 de julho de 1940 – 18 de setembro de 2021) foi uma pintora e escultora checa. Nascida na região da Boémia e criada na Áustria, viveu na França e trabalhou na Itália. É considerada por muitos como a quintessência europeia.
Ao final da Segunda Guerra Mundial, a família de Chromý mudou-se de Boémia para Viena, Áustria.  No entanto, sua família não tinha dinheiro suficiente para que ela pudesse frequentar a escola de arte, por isso só foi possível fazê-lo depois de casar-se e mudar para Paris. Recebeu sua educação na École des Beaux-Arts e adquiriu uma reputação do mundo surrealista que ela representa.

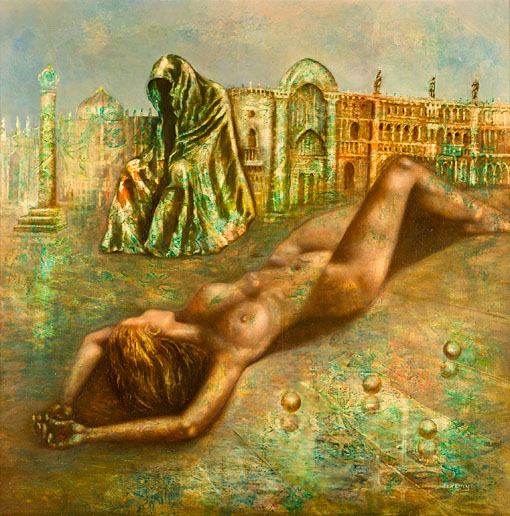
'To be or not to be', 1982, 100cm x 100cm
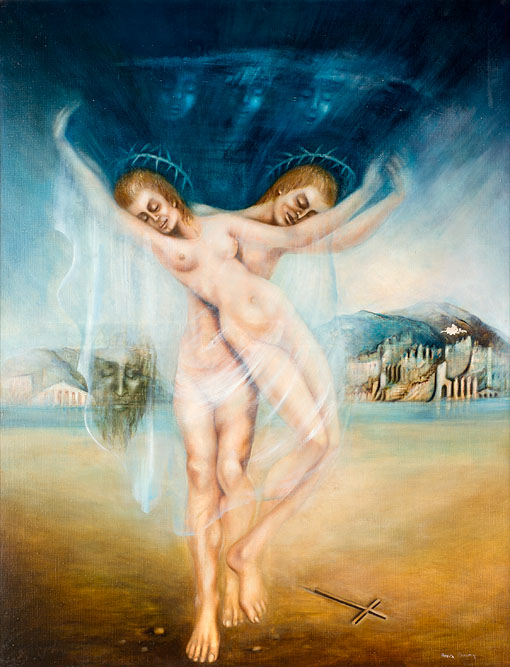
'Eternal Love', 1979, 90cm x 115cm
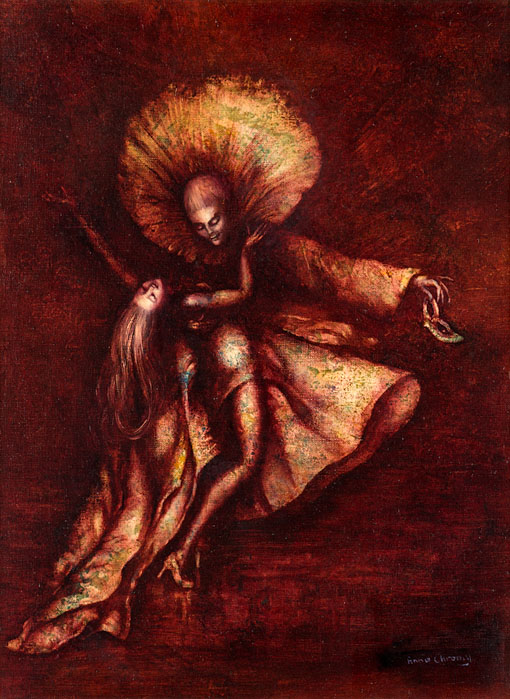
'Ball in Venice', 1979, 45cm x 60cm
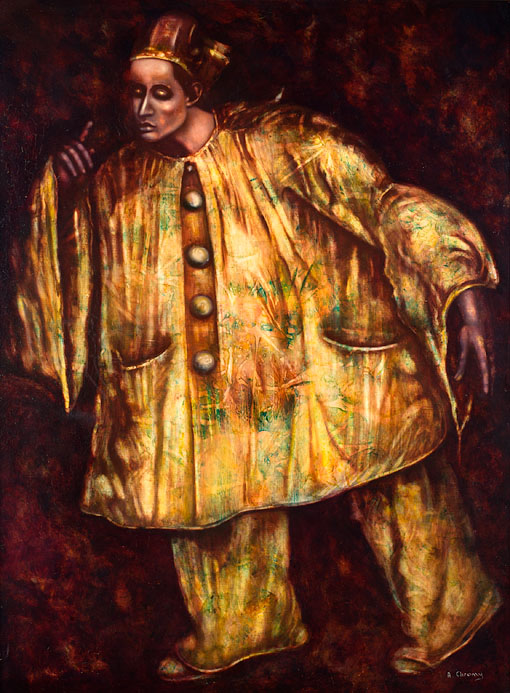
'Clown', 1979, 95cm x 130cm
Europe (2004) 400cmEurope (2004) 400cm
Sisyphus (2003) 270cmSisyphus (2003) 270cm
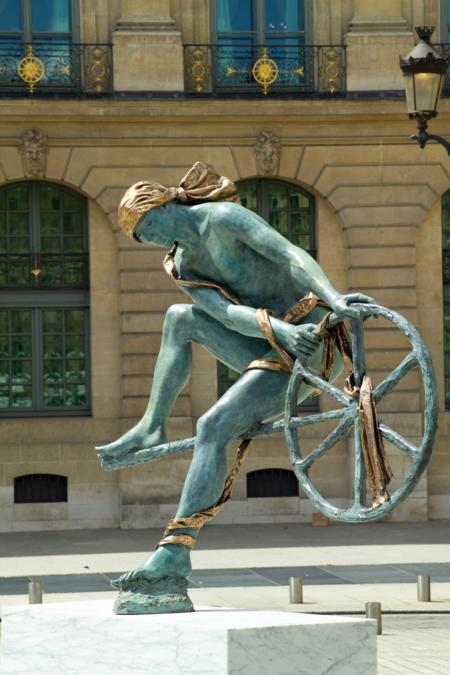
Ulysses (2000) 200cm
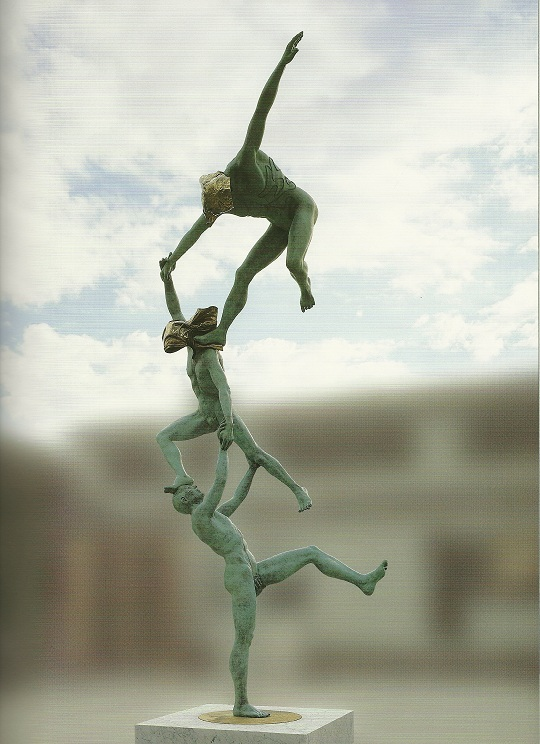
Olympic Spirit (2004) 580cm

Um acidente no qual ela sofreu risco de vida em 1992 causou lesões graves a Chromý e por oito anos ela ficou incapaz de pintar. Ela voltou sua atenção a escultura, usando bronze e mármore como seu meio.

## Estúdios
Chromy teve estúdios em Pietrasanta, Toscana, onde também possuía suas fundições de bronze, Fonderia Artistica Mariani e Massimo Del Chiaro. Para suas esculturas de mármore, trabalhou no estúdio de  Massimo Galleni em Pietrasanta. Em Carrara, esculpiu no estúdio de Miguel Ángel de Franko Barattini.

## Arte de Consciência

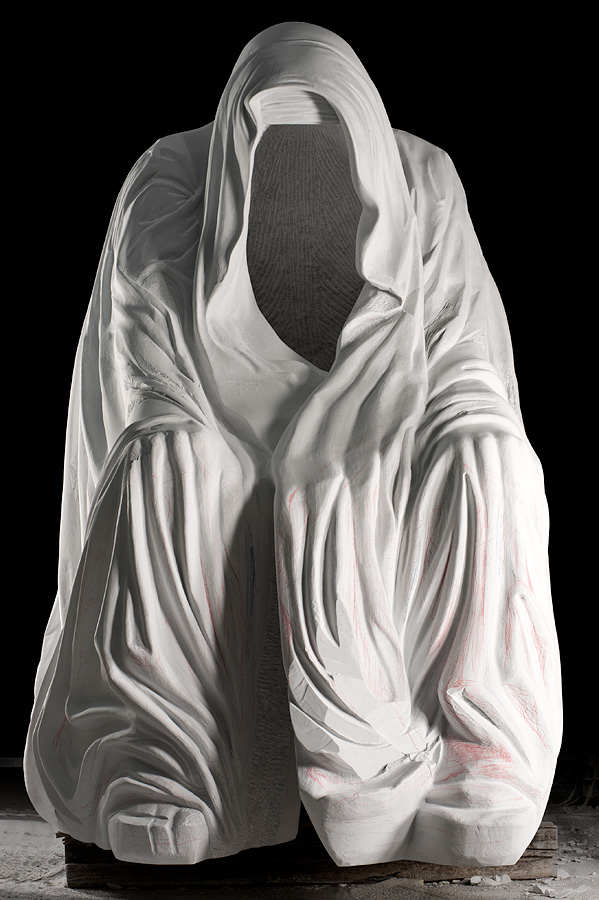
The 15ft High Cloak of Conscience
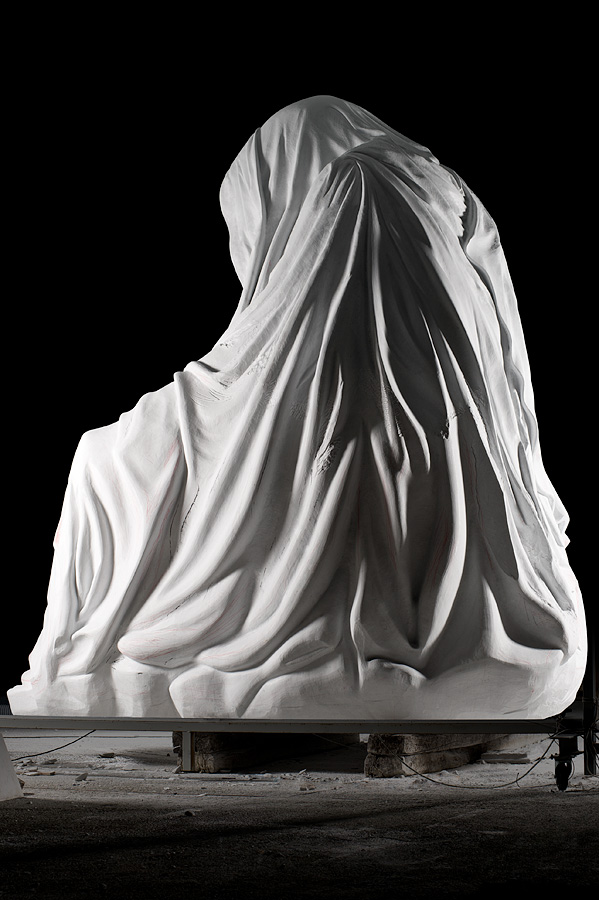
Cloak of Conscience weighs 70 tonnes
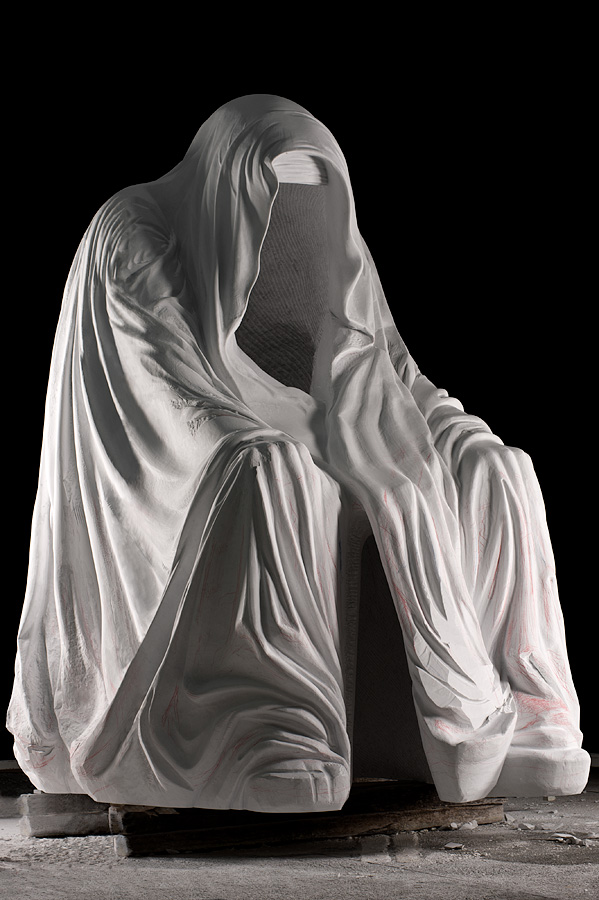
Visitors can walk inside and feel the energy within
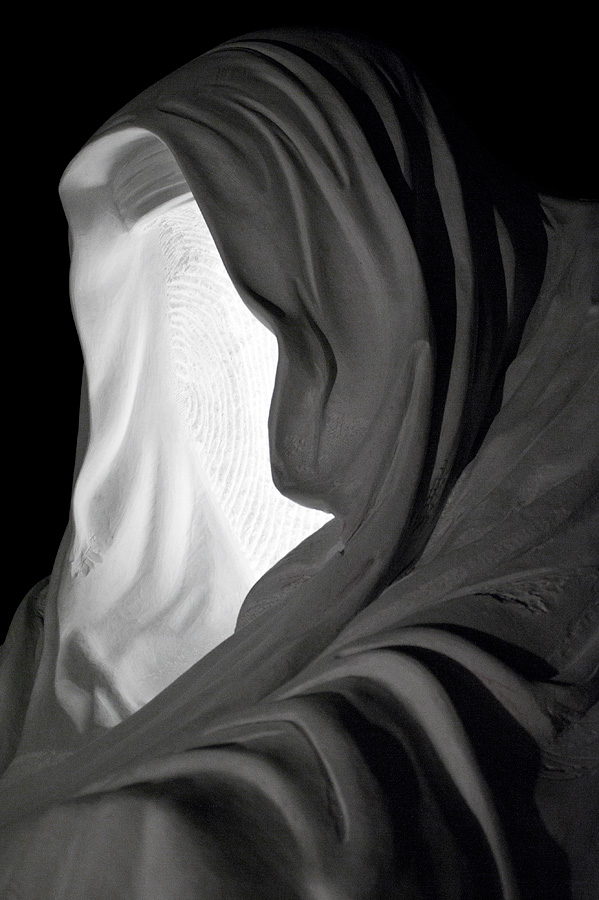
The Cloak of Conscience close up

A peça mais conhecida de Chromý é a capa vazia, conhecida como The Cloak of Conscience, Piétà ou Commendatore, localizado na Catedral de Salzburgo, Áustria, Estates Theatre em Praga, Museu Arqueológico Nacional em Atenas, e em outros lugares. Esteve transformando a capa em uma capela de mais de quatro metros de altura, esculpida em um bloco de mármore branco que pesa duzentas toneladas na Cova de Miguel Ángel em Carrara.
Outras obras importantes são Olympic Spirit, a ser posto em frente a nova biblioteca em Xangai, e Europe, uma re-interpretação contemporânea do mito antigo, que será posta nas instituições européias.  Em 2009 seu Olivier d'Or foi apresentado por Alberto II, Príncipe de Mónaco ao ganhador do Premio Nobel da Paz, Elie Wiesel. Em 2008 se apresentou um modelo da The Cloak of Conscience ao Papa Bento XVI em São Pedro em Roma para comemorar a criação do Instituto Consciencia.
Chromý se inspirou na música, na ópera em particular, na dança clássica, e nos mitos antigos. Seus quadros falam da admiração de Salvador Dalí e outros surrealistas, e contém referencias a Escola de Viena do realismo fantástico e outros artistas Centro-Europeos. Suas cores, às vezes são usadas também nas esculturas, com um toque sutil ao estilo de Turner.

## Morte
Chromý morreu em 18 de setembro de 2021, aos 81 anos de idade.

## Exposições
- Don Giovanni and the Sound of Bronze (2000) en Praga
- Il Canto di Orfeo (2004) Pietrasanta  (Itália)
- Europe (2005) Place Vendôme, Paris
- Mythos Revisited (2007), Museu Arqueológico Nacional de Atenas, Atenas
- Dream of the East (2009), Beijing, China